# Aleksandar Mitrović (calciatore)
Aleksandar Mitrović (in serbo Александар Митровић?; Smederevo, 16 settembre 1994) è un calciatore serbo, attaccante della nazionale serba, attualmente svincolato.
Cresciuto nel settore giovanile del Partizan, nel 2011-2012 gioca il suo primo anno da professionista in prestito al Teleoptik. Tornato al Partizan, contribuisce da titolare alla vittoria del campionato serbo (2012-2013). Viene così acquistato dall'Anderlecht dove, in due anni, vince un campionato belga (2013-2014) e una Supercoppa belga (2014). Nel 2015 passa al Newcastle Utd, con cui conquista un campionato inglese di seconda divisione (2016-2017). Dopo tre anni si trasferisce al Fulham, con il quale ha vinto un altro campionato inglese di seconda divisione (2021-2022) stabilendo, contestualmente, il record stagionale di gol segnati nella categoria (43). Nel 2023 passa all'Al-Hilal, dove conquista un campionato saudita (2023-2024), una Coppa del Re (2023-2024) e due Supercoppe saudite (2023, 2024).
Con la nazionale serba, della quale è il miglior marcatore di sempre, ha partecipato a due campionati del mondo (2018, 2022) e due UEFA Nations League (2018-19, 2020-21). Prima di entrare nel giro della nazionale maggiore, si è laureato campione europeo (2013) con la nazionale Under-19.
A livello individuale, ha vinto una volta la classifica marcatori del campionato belga (2014-2015) e della UEFA Nations League (2018-2019) e due volte quella del campionato inglese di seconda serie (2019-2020, 2021-2022).

## Biografia
Sposato con Kristina Janjić dal 2021, la coppia ha due figli.
Ha dichiarato di tifare Partizan e Newcastle Utd fin da bambino.

## Caratteristiche tecniche
Centravanti mobile dal fisico imponente, è un ottimo attaccante d'area e nonostante l'altezza possiede una buona velocità. Ha una personalità forte, dotato di buone abilità di tiro, calcia bene con entrambi i piedi, inoltre è un ottimo colpitore di testa oltre a essere un bravo rigorista, grazie alle sue capacità risulta utile sia in fase di costruzione del gioco sia in fase di finalizzazione.

## Carriera

### Club

#### Gli esordi

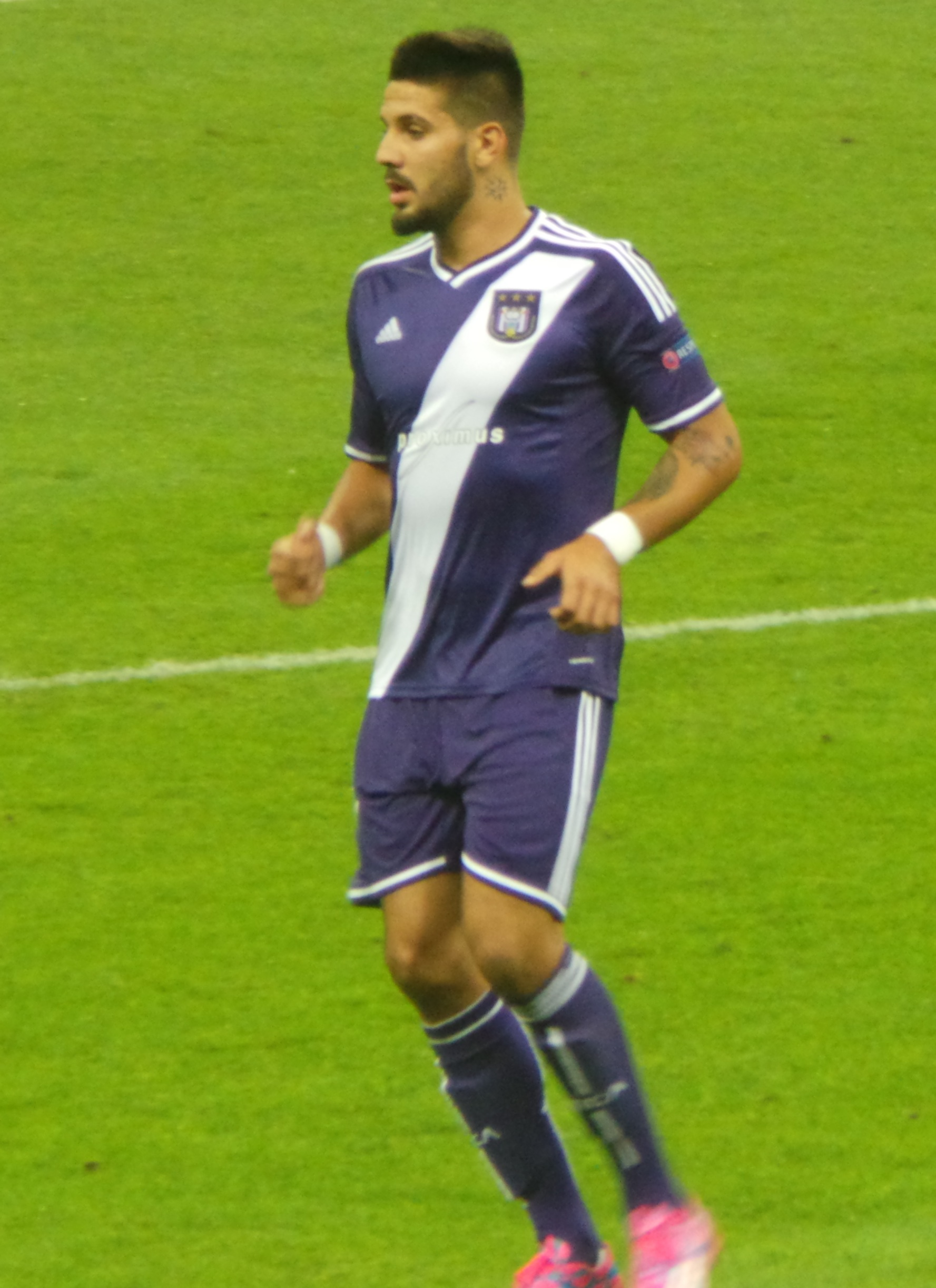
Mitrović nel 2014 con la maglia dell'

Inizia la sua carriera calcistica nel 2005 quando, all'età di 11 anni, entra nel settore giovanile del Partizan. Per la stagione 2011-2012 passa in prestito al Teleoptik, in seconda divisione serba, con cui realizza 7 reti in 26 partite complessive.
Il 27 giugno 2012 Mitrović firma il suo primo contratto professionistico con il Partizan, valido fino al 2016. Il 24 luglio seguente fa il suo debutto per il club, subentrando a Stefan Šćepović durante l'incontro di qualificazione alla UEFA Champions League 2012-2013 giocato e vinto contro il Valletta per 3-1. In tale occasione il serbo realizza, al 73º minuto, la sua prima rete nella massima competizione europea. Il 26 agosto, invece, sigla il suo primo gol in UEFA Europa League contro il Tromsø, sempre durante un incontro di qualificazione. Tre giorni dopo debutta da titolare in Superliga contro il Jagodina, realizzando la rete della vittoria (1-0). Alla fine della stagione, contribuisce con 15 marcature totali alla vittoria del campionato, risultando inoltre essere il capocannoniere della squadra.

#### Anderlecht
Il 30 agosto 2013 viene acquistato per 5 milioni di euro dall'Anderlecht, con cui firma un contratto quinquennale. Il 1º settembre, all'esordio con la nuova maglia, realizza due assist nella partita di campionato persa per 3-4 contro lo Zulte Waregem mentre, il 14 settembre, segna due gol contro il Malines (5-0). Il 10 dicembre, durante l'incontro di UEFA Champions League giocato contro l'Olympiacos, Mitrović sostituisce Silvio Proto come portiere, espulso su azione della squadra greca; nonostante ciò, non riuscirà a parare il rigore calciato da Alejandro Domínguez. Conclude l'annata vincendo la Pro League e segnando 16 reti complessive.
Inizia la stagione 2014-2015 aprendo le marcature dell'incontro di Supercoppa vinto 2-1 contro il Lokeren. Il 20 novembre 2014 realizza, al 90º minuto, la rete che consente all'Anderlecht di pareggiare 3-3 contro l'Arsenal in UEFA Champions League. Il 28 maggio 2015, invece, sigla l'unico gol nella finale di Coppa del Belgio persa 2-1 contro il Club Bruges. Perno centrale dell'ex allenatore Besnik Hasi, conclude l'annata con 20 in campionato (28 totali), che gli consentono di ottenere il titolo di capocannoniere della competizione.

#### Newcastle

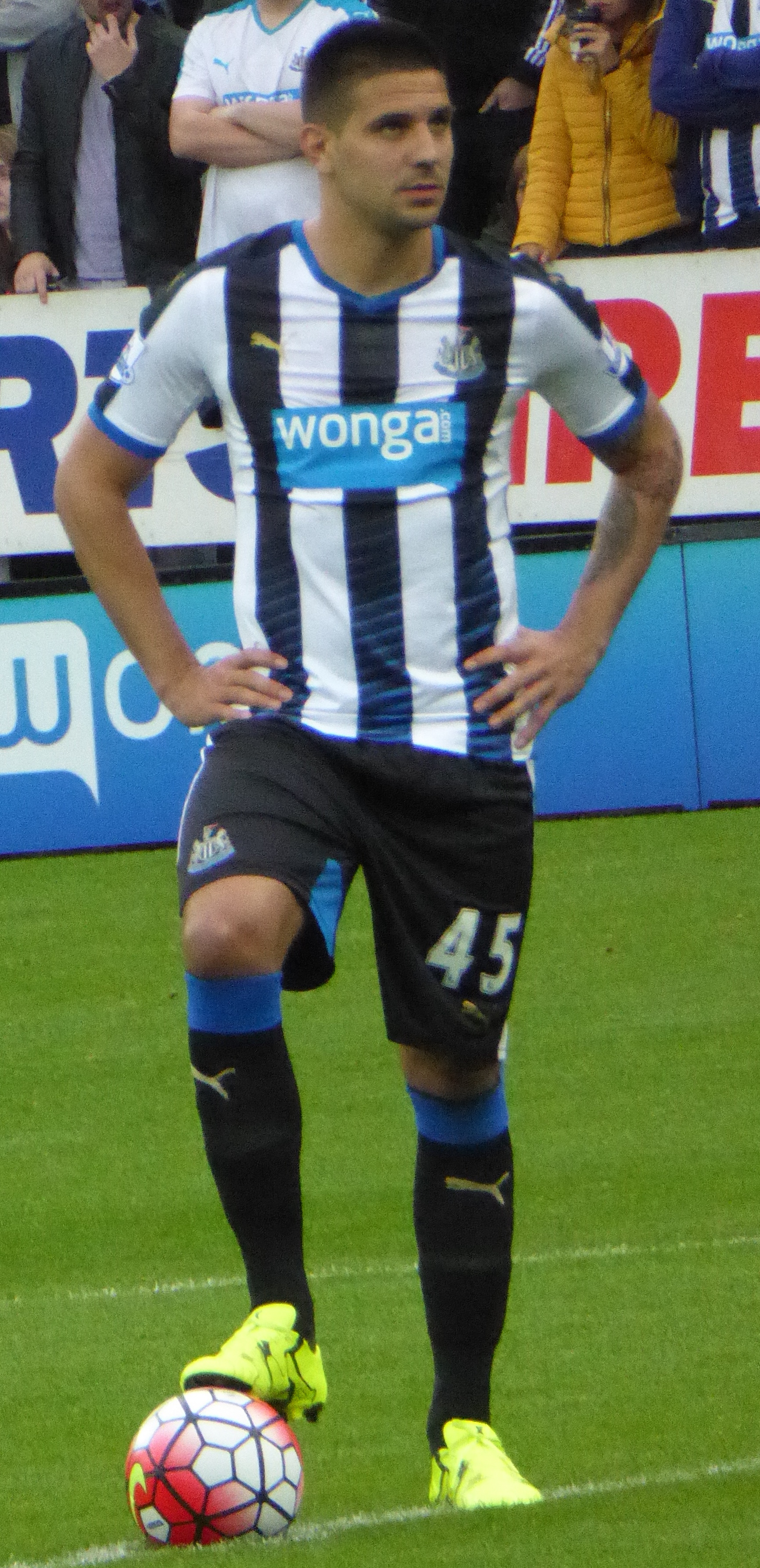
Mitrović nel 2015 con la maglia del

Il 21 luglio 2015 viene acquistato per 18 milioni di euro dal Newcastle Utd. Debutta con gli inglesi il 9 agosto, subentrando a Papiss Cissé nel 2-2 finale contro il Southampton. Il 3 ottobre, invece, realizza la sua prima rete contro il Manchester City, aprendo le marcature del match perso 6-1. Si ripete due settimane dopo, contribuendo con un gol alla vittoria per 6-2 contro il Norwich City. Sempre contro questi ultimi, il 2 aprile 2016, realizza la sua prima doppietta in maglia bianconera; ciononostante il Newcastle perderà l'incontro per 3-2. Il 15 maggio seguente, con la squadra già retrocessa, contribuisce con un gol e un assist alla vittoria per 5-1 contro il Tottenham; in tale occasione rimedia, al 67º minuto, anche un'espulsione diretta. Conclude la stagione con 9 reti in 36 partite complessive.
Il 23 agosto 2016 inizia la nuova stagione giocando solo il primo tempo della partita di Coppa di Lega vinta per 2-0 contro il Cheltenham Town; a causa di un infortunio alla testa, infatti, conclude anzitempo il match. Torna il 13 settembre, segnando anche una rete nell'incontro di Championship vinto ai danni del QPR (6-0). Il 23 ottobre, invece, realizza una doppietta contro il Preston N.E., che consente al Newcastle di accedere ai quarti di finale della Coppa di Lega. Nei mesi successivi, a causa di scelte tecniche dell'ex allenatore dei Magpies Rafael Benítez, perde il posto da titolare in favore di Dwight Gayle, concludendo l'annata con 6 marcature in 29 partite giocate.
L'alternanza con il calciatore inglese si protrae anche agli inizi della stagione 2017-2018, con Mitrović che colleziona solo 7 presenze tra settembre e gennaio (con due reti segnate a West Ham Utd e Nottingham Forest); tale situazione lo porta, di conseguenza, a lasciare il club.

#### Fulham

##### 2018-2021
Il 1º febbraio 2018 si trasferisce quindi in prestito al Fulham, società militante in Championship, fino al termine della stagione. Esordisce con la maglia dei Cottagers due giorni dopo, nella partita casalinga vinta per 2-0 contro il Nottingham Forest. Il 21 febbraio segna invece il suo primo gol, risultando decisivo nel pareggio esterno contro il Bristol City (1-1). Nelle successive quattro partite realizza sei gol, rispettivamente ai danni di Wolverhampton, Derby County, Sheffield Utd (doppietta) e Preston N.E. (doppietta); tali prestazioni gli consentono di vincere il suo primo premio come Giocatore del mese della serie cadetta. Conclude il periodo di prestito con 12 reti totali, contribuendo di fatto alla promozione in Premier League grazie alla vittoria dei play-off, dopo il terzo posto finale in campionato. In virtù dell'ottimo rendimento, il Fulham decide di esercitare la clausola di acquisto pari a 22 milioni di sterline (circa 26 milioni di euro), con il calciatore che si lega al club londinese fino al 2023.
Il 18 agosto seguente inizia la nuova stagione segnando l'unica rete nella partita persa per 3-1 contro il Tottenham, valida per la seconda giornata di Premier League. Nei successivi due match realizza tre reti, due contro il Burnley e uno contro il Brighton. Il 24 novembre, al primo incontro del tecnico Claudio Ranieri, marca una doppietta ai danni del Southampton, interrompendo un digiuno in termini di gol durato quasi due mesi. Il 29 gennaio 2019, grazie ad un'altra doppietta, questa volta ai danni del Brighton, raggiunge per la prima volta la doppia cifra in Premier League. Termina la stagione 2018-2019 con 11 reti, con il Fulham che chiude il campionato al penultimo posto, malgrado tre allenatori cambiati nel corso della stagione (Slaviša Jokanović, Ranieri e Scott Parker).
Nonostante la retrocessione, il 9 luglio 2019 rinnova con il club fino al 30 giugno 2024. Nel mese di agosto è autore di cinque reti in sei partite di Championship, a cui ne seguono altre sei nel mese di ottobre, inclusa una tripletta ai danni del Luton Town. Tra novembre e dicembre marca sette volte in dieci incontri, concludendo la prima parte di stagione con 18 gol in 24 partite. L'11 gennaio 2020, in occasione del match contro l'Hull City, si infortuna al legamento della caviglia sinistra, rimanendo fuori dai campi di gioco per tre settimane. Torna il 1 febbraio, segnando la rete della vittoria ai danni dell'Huddersfield Town (3-2). Segna poi altre quattro reti, l'ultima decisiva per la vittoria di misura contro lo Swansea City (1-0). Dopo lo stop del campionato, durato quasi tre mesi in seguito alla pandemia di COVID-19 in Inghilterra, viene espulso per tre giornate in seguito ad una gomitata inflitta ai danni di Ben White durante Fulham-Leeds Utd del 26 giugno. Conclude la stagione con 26 reti complessive, portando i Cottagers ad ottenere nuovamente la promozione in Premier League grazie alla vittoria nei play-off. Le ottime prestazioni gli consentono, inoltre, di vincere il premio come Giocatore dell'anno per i tifosi.
Nell'annata seguente il serbo, condizionato anche da infortuni e dal COVID-19, segna solo 3 reti in massima divisione; la stagione risulta negativa anche per il Fulham, che chiude infatti al terzultimo posto, retrocedendo ancora in seconda serie.

##### 2021-2023
La stagione 2021-22 inizia per lui con un posto da titolare, segnando quattro reti nelle prime quattro partite di Championship. Il 27 agosto 2021 rinnova il contratto fino al 2026. Il 29 settembre, invece, realizza una tripletta nel primo tempo della partita vinta contro lo Swansea City (3-1). Nel mese di ottobre sigla altri otto gol, tra cui un'altra tripletta, questa volta ai danni del West Bromwich; il seguente rendimento gli frutta il suo quarto riconoscimento come Giocatore del mese della Championship. Il 15 gennaio 2022 segna la sua terza tripletta, nel 6-2 finale contro il Bristol City, portandosi a 27 reti in sole 24 partite. Il 12 febbraio, grazie al gol vittoria contro l'Hull City (1-0), raggiunge quota 31 reti, eguagliando il primato stabilito da Ivan Toney nel campionato precedente; il record è valevole solo per gli anni in cui la seconda serie ha cambiato nome in Championship, ovvero dalla stagione 2004-2005. Nove giorni dopo supera tale score, grazie ad una doppietta marcata ai danni del Peterborough Utd. Nel mese di aprile, dopo aver raggiunto quota 40 gol stagionali, vince il premio come Giocatore dell'anno del campionato, venendo inoltre inserito nella formazione ideale insieme ai compagni di squadra Tosin Adarabioyo, Antonee Robinson e Harry Wilson. Il 2 maggio seguente, conclude la stagione segnando due delle sette reti inflitte al Luton Town; l'ennesima doppietta consente a Mitrović di arrivare a 43 reti complessive, superando così il precedente record (42) stabilito da Guy Whittingham nella stagione 1992-1993; questa volta vengono considerati solo gli anni in cui le partite della seconda serie inglese sono in totale 46 (dal 1988-1989). La vittoria, consente anche al Fulham di vincere il campionato.
Al suo ritorno in Premier League, si rende subito protagonista alla prima giornata, grazie ad una doppietta siglata nel match pareggiato con il Liverpool (2-2). Il 20 agosto 2022 sigla, al 90º minuto, la rete del 3-2 finale contro il Brentford, permettendo al Fulham di ottenere i primi tre punti della stagione. La settimana seguente, invece, è autore dell'unico gol nella sconfitta per 1-2 in favore dell'Arsenal; tale marcatura è anche la centesima, tra campionato e coppe, con la maglia dei Cottagers. Il 19 marzo 2023, durante la gara di FA Cup persa 3-1 in casa del Manchester Utd, viene espulso al 72' in seguito ad una spinta data all'arbitro Chris Kavanagh, reo di aver assegnato un rigore in favore dei Red Devils, in quel momento sotto per 0-1 (gol proprio di Mitrović al 50'); nel dopo partita il serbo si scusa per il gesto, venendo in ogni caso squalificato per 8 giornate. Conclude la stagione con 15 reti totali, di cui 14 in campionato.

#### Al-Hilal
Il 19 agosto 2023 viene ceduto a titolo definitivo per 58 milioni di euro all’Al-Hilal, squadra della Saudi Professional League, con cui sottoscrive un contratto triennale. Già nella sua prima stagione ha segnato 28 reti nel campionato saudita riuscendo a vincerlo, è stato il miglior marcatore del torneo dopo Cristiano Ronaldo. Nella sua prima AFC Champions League realizza 8 gol, il primo contro il Nassaji Mazandaran vincendo per 3-0, segna una tripletta sconfiggendo il Mumbai City, l'ultima rete invece la sigla nei quarti di finale battendo l'Al-Ittihād per 2-0, purtroppo per via di un infotunio Mitrović non gioca la semifinale dove l'Al-Hilal viene eliminata dall'Al-Ain.

### Nazionale

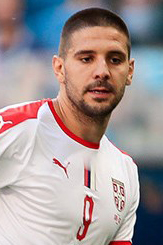
Mitrović con la maglia della nazionale serba durante il campionato mondiale 2018.

Con la nazionale Under-19 si laurea campione europeo nel campionato continentale di categoria, segna un gol sconfiggendo per 2-1 la Turchia, grazie a un suo assist il proprio compagno Dejan Meleg segna la rete del 1-0 battendo la Georgia, nella semifinale contro il Portogallo la partita finisce sul 2-2 e la Serbia vince ai rigori, Mitrović segna dal dischetto la rete del 3-2, nella finale l'ultima avversaria è la Francia, Mitrović porta la sua squadra alla vittoria servendo al suo compagno Andrija Luković l'assist tramite cui quest'ultimo segna il gol del 1-0.
Nel 2013 esordisce con la selezione Under-21, durante l'incontro pareggiato con l'Israele, e con la nazionale maggiore nel match perso contro il Belgio. Il 6 settembre, alla sua terza apparizione con la nazionale maggiore, segna il suo primo gol nel pareggio interno contro la Croazia (1-1), partita valida per le qualificazioni al campionato mondiale di calcio 2014.
Colonna portante della fase di qualificazione al campionato mondiale 2018 con 6 reti totali, partecipa anche al suddetto torneo nel quale realizza la rete del provvisorio vantaggio contro la Svizzera, poi vittoriosa per 2-1, nella seconda gara del Girone E; ciò nonostante, la Serbia viene eliminata già al primo turno. Nel 2018 viene inserito nella lista dei convocati per disputare la UEFA Nations League 2018-2019, al termine della manifestazione risulta il miglior marcatore con 6 gol. Il 12 novembre 2020 è protagonista in negativo nella sfida dei play-off per Euro 2020 contro la Scozia, fallendo il rigore decisivo e condannando la Serbia all'eliminazione.
Il 24 marzo 2021, grazie ad una doppietta che consente ai serbi di vincere 3-2 contro l'Irlanda, eguaglia il record di gol in nazionale detenuto da Stjepan Bobek (38). Tre giorni più tardi, nel pareggio in rimonta per 2-2 contro il Portogallo, diventa il miglior marcatore nella storia della nazionale con 39 reti. Sempre contro i lusitani, durante la partita di ritorno giocata a Lisbona il 14 novembre seguente, segna al 90º minuto il gol del definitivo 2-1 che permette alla nazionale serba di accedere al campionato del mondo 2022.
Le sue prestazioni risultano decisive durante la Nations League 2022-2023, dove realizza sei gol in cinque partite, compresa una tripletta prevalendo per 4-1 contro la Svezia laureandosi capocannoniere del torneo (a pari merito con il norvegese Erling Braut Håland) e contribuendo di fatto alla conquista del primo posto nel girone da parte della Serbia, con la conseguente promozione dalla Lega B alla Lega A.
Convocato per disputare la fase finale del campionato del mondo 2022, nella seconda partita della fase a gironi disputata il 28 novembre ad Al Wakrah segna la rete del provvisorio 3-1 in favore delle Aquile bianche nel match pareggiato 3-3 contro il Camerun. Si ripete anche durante il match successivo, perso per 2-3 contro la Svizzera, che sancisce l'eliminazione dei serbi dal torneo.
Successivamente viene convocato per Euro 2024, in cui i serbi escono nuovamente al primo turno con Mitrović che non ha realizzato nessun gol.
Nell'edizione 2024-2025 della Nations League segna il gol del definitivo 2-0 nel successo contro la Svizzera.
Il 10 giugno 2025 raggiunge quota 100 presenze nel successo contro Andorra, in cui ha realizzato tutti e tre gol della sua squadra.

## Statistiche
Tra club, nazionale maggiore e nazionali giovanili, Mitrović ha collezionato 630 presenze segnando 337 reti, alla media di 0.53 a partita

### Presenze e reti nei club
Statistiche aggiornate al 16 maggio 2025.
| Stagione          | Squadra           | Campionato        | Campionato | Campionato | Coppe nazionali | Coppe nazionali | Coppe nazionali | Coppe continentali | Coppe continentali | Coppe continentali | Altre coppe | Altre coppe | Altre coppe | Totale | Totale |
| Stagione          | Squadra           | Comp              | Pres       | Reti       | Comp            | Pres            | Reti            | Comp               | Pres               | Reti               | Comp        | Pres        | Reti        | Pres   | Reti   |
| ----------------- | ----------------- | ----------------- | ---------- | ---------- | --------------- | --------------- | --------------- | ------------------ | ------------------ | ------------------ | ----------- | ----------- | ----------- | ------ | ------ |
| 2011-2012         | Teleoptik         | PL                | 25         | 7          | CS              | 1               | 0               | -                  | -                  | -                  | -           | -           | -           | 26     | 7      |
| 2012-2013         | Partizan          | SL                | 25         | 10         | CS              | 2               | 2               | UCL+UEL            | 2+7                | 1+2                | -           | -           | -           | 36     | 15     |
| ago. 2013         | Partizan          | SL                | 3          | 3          | CS              | 0               | 0               | UCL+UEL            | 1+2                | 0                  | -           | -           | -           | 6      | 3      |
| Totale Partizan   | Totale Partizan   | Totale Partizan   | 28         | 13         |                 | 2               | 2               |                    | 12                 | 3                  |             | -           | -           | 42     | 18     |
| 2013-2014         | Anderlecht        | PL                | 23+9       | 13+3       | CB              | 1               | 0               | UCL                | 6                  | 0                  | -           | -           | -           | 39     | 16     |
| 2014-2015         | Anderlecht        | PL                | 27+10      | 14+6       | CB              | 6               | 4               | UCL+UEL            | 5+2                | 2+1                | SB          | 1           | 1           | 51     | 28     |
| Totale Anderlecht | Totale Anderlecht | Totale Anderlecht | 50+19      | 27+9       |                 | 7               | 4               |                    | 13                 | 3                  |             | 1           | 1           | 90     | 44     |
| 2015-2016         | Newcastle Utd     | PL                | 34         | 9          | FACup+CdL       | 1+1             | 0               | -                  | -                  | -                  | -           | -           | -           | 36     | 9      |
| 2016-2017         | Newcastle Utd     | FLC               | 25         | 4          | FACup+CdL       | 2+2             | 0+2             | -                  | -                  | -                  | -           | -           | -           | 29     | 6      |
| 2017-gen. 2018    | Newcastle Utd     | PL                | 6          | 1          | FACup+CdL       | 0+1             | 1               | -                  | -                  | -                  | -           | -           | -           | 7      | 2      |
| Totale Newcastle  | Totale Newcastle  | Totale Newcastle  | 65         | 14         |                 | 7               | 3               |                    | -                  | -                  |             | -           | -           | 72     | 17     |
| gen.-giu. 2018    | Fulham            | FLC               | 17+3       | 12+0       | FACup+CdL       | 0+0             | 0               | -                  | -                  | -                  | -           | -           | -           | 20     | 12     |
| 2018-2019         | Fulham            | PL                | 37         | 11         | FACup+CdL       | 1+1             | 0               | -                  | -                  | -                  | -           | -           | -           | 39     | 11     |
| 2019-2020         | Fulham            | FLC               | 40+1       | 26+0       | FACup+CdL       | 0+0             | 0               | -                  | -                  | -                  | -           | -           | -           | 41     | 26     |
| 2020-2021         | Fulham            | PL                | 27         | 3          | FACup+CdL       | 2+2             | 0+1             | -                  | -                  | -                  | -           | -           | -           | 31     | 4      |
| 2021-2022         | Fulham            | FLC               | 44         | 43         | FACup+CdL       | 2+0             | 0               | -                  | -                  | -                  | -           | -           | -           | 46     | 43     |
| 2022-2023         | Fulham            | PL                | 24         | 14         | FACup+CdL       | 4+0             | 1+0             | -                  | -                  | -                  | -           | -           | -           | 28     | 15     |
| ago. 2023         | Fulham            | PL                | 1          | 0          | FACup+CdL       | 0               | 0               | -                  | -                  | -                  | -           | -           | -           | 1      | 0      |
| Totale Fulham     | Totale Fulham     | Totale Fulham     | 190+4      | 109+0      |                 | 12              | 2               |                    | -                  | -                  |             | -           | -           | 206    | 111    |
| 2023-2024         | Al-Hilal          | SPL               | 28         | 28         | KC              | 5               | 4               | ACL                | 10                 | 8                  | SS+CdC      | 0           | 0           | 43     | 40     |
| 2024-2025         | Al-Hilal          | SPL               | 23         | 19         | KC              | 3               | 0               | ACL                | 7                  | 6                  | SS+CmC      | 2+0         | 3           | 35     | 28     |
| Totale Al-Hilal   | Totale Al-Hilal   | Totale Al-Hilal   | 51         | 47         |                 | 8               | 4               |                    | 17                 | 14                 |             | 2           | 3           | 78     | 68     |
| Totale carriera   | Totale carriera   | Totale carriera   | 432        | 226        |                 | 37              | 15              |                    | 42                 | 20                 |             | 3           | 4           | 514    | 265    |

### Cronologia presenze e reti in nazionale
| Cronologia completa delle presenze e delle reti in nazionale ― Serbia | Cronologia completa delle presenze e delle reti in nazionale ― Serbia | Cronologia completa delle presenze e delle reti in nazionale ― Serbia | Cronologia completa delle presenze e delle reti in nazionale ― Serbia | Cronologia completa delle presenze e delle reti in nazionale ― Serbia | Cronologia completa delle presenze e delle reti in nazionale ― Serbia | Cronologia completa delle presenze e delle reti in nazionale ― Serbia | Cronologia completa delle presenze e delle reti in nazionale ― Serbia |
| Data                                                                  | Città                                                                 | In casa                                                               | Risultato                                                             | Ospiti                                                                | Competizione                                                          | Reti                                                                  | Note                                                                  |
| --------------------------------------------------------------------- | --------------------------------------------------------------------- | --------------------------------------------------------------------- | --------------------------------------------------------------------- | --------------------------------------------------------------------- | --------------------------------------------------------------------- | --------------------------------------------------------------------- | --------------------------------------------------------------------- |
| 7-6-2013                                                              | Bruxelles                                                             | Belgio                                                                | 2 – 1                                                                 | Serbia                                                                | Qual. Mondiali 2014                                                   | -                                                                     | 33’ - 69’                                                             |
| 14-8-2013                                                             | Barcellona                                                            | Colombia                                                              | 1 – 0                                                                 | Serbia                                                                | Amichevole                                                            | -                                                                     | 46’                                                                   |
| 6-9-2013                                                              | Belgrado                                                              | Serbia                                                                | 1 – 1                                                                 | Croazia                                                               | Qual. Mondiali 2014                                                   | 1                                                                     | 33’                                                                   |
| 26-5-2014                                                             | Harrison                                                              | Serbia                                                                | 2 – 1                                                                 | Giamaica                                                              | Amichevole                                                            | -                                                                     | 69’                                                                   |
| 31-5-2014                                                             | Bridgeview                                                            | Panama                                                                | 1 – 1                                                                 | Serbia                                                                | Amichevole                                                            | -                                                                     | 66’                                                                   |
| 6-6-2014                                                              | San Paolo                                                             | Brasile                                                               | 1 – 0                                                                 | Serbia                                                                | Amichevole                                                            | -                                                                     | 81’                                                                   |
| 7-9-2014                                                              | Belgrado                                                              | Serbia                                                                | 1 – 1                                                                 | Francia                                                               | Amichevole                                                            | -                                                                     | 75’                                                                   |
| 11-10-2014                                                            | Erevan                                                                | Armenia                                                               | 1 – 1                                                                 | Serbia                                                                | Qual. Euro 2016                                                       | -                                                                     | 74’                                                                   |
| 14-11-2014                                                            | Belgrado                                                              | Serbia                                                                | 1 – 3                                                                 | Danimarca                                                             | Qual. Euro 2016                                                       | -                                                                     | 66’                                                                   |
| 18-11-2014                                                            | La Canea                                                              | Grecia                                                                | 0 – 2                                                                 | Serbia                                                                | Amichevole                                                            | -                                                                     |                                                                       |
| 29-3-2015                                                             | Lisbona                                                               | Portogallo                                                            | 2 – 1                                                                 | Serbia                                                                | Qual. Euro 2016                                                       | -                                                                     |                                                                       |
| 7-6-2015                                                              | Sankt Pölten                                                          | Serbia                                                                | 4 – 1                                                                 | Azerbaigian                                                           | Amichevole                                                            | -                                                                     | 73’                                                                   |
| 13-6-2015                                                             | Copenaghen                                                            | Danimarca                                                             | 2 – 0                                                                 | Serbia                                                                | Qual. Euro 2016                                                       | -                                                                     | 90’                                                                   |
| 4-9-2015                                                              | Novi Sad                                                              | Serbia                                                                | 2 – 0                                                                 | Armenia                                                               | Qual. Euro 2016                                                       | -                                                                     | 54’                                                                   |
| 7-9-2015                                                              | Bordeaux                                                              | Francia                                                               | 2 – 1                                                                 | Serbia                                                                | Amichevole                                                            | 1                                                                     | 76’                                                                   |
| 8-10-2015                                                             | Elbasan                                                               | Albania                                                               | 0 – 2                                                                 | Serbia                                                                | Qual. Euro 2016                                                       | -                                                                     | 90+2’                                                                 |
| 11-10-2015                                                            | Belgrado                                                              | Serbia                                                                | 1 – 2                                                                 | Portogallo                                                            | Qual. Euro 2016                                                       | -                                                                     | 49’ 85’                                                               |
| 13-11-2015                                                            | Ostrava                                                               | Rep. Ceca                                                             | 4 – 1                                                                 | Serbia                                                                | Amichevole                                                            | -                                                                     | 20’ 69’                                                               |
| 29-3-2016                                                             | Tallinn                                                               | Estonia                                                               | 0 – 1                                                                 | Serbia                                                                | Amichevole                                                            | -                                                                     | 90+1’                                                                 |
| 25-5-2016                                                             | Užice                                                                 | Serbia                                                                | 2 – 1                                                                 | Cipro                                                                 | Amichevole                                                            | 1                                                                     | 46’                                                                   |
| 31-5-2016                                                             | Novi Sad                                                              | Serbia                                                                | 3 – 1                                                                 | Israele                                                               | Amichevole                                                            | -                                                                     | 79’                                                                   |
| 5-6-2016                                                              | Monaco                                                                | Serbia                                                                | 1 – 1                                                                 | Russia                                                                | Amichevole                                                            | 1                                                                     | 89’                                                                   |
| 5-9-2016                                                              | Belgrado                                                              | Serbia                                                                | 2 – 2                                                                 | Irlanda                                                               | Qual. Mondiali 2018                                                   | -                                                                     | 59’                                                                   |
| 9-10-2016                                                             | Belgrado                                                              | Serbia                                                                | 3 – 2                                                                 | Austria                                                               | Qual. Mondiali 2018                                                   | 2                                                                     | 77’                                                                   |
| 12-11-2016                                                            | Cardiff                                                               | Galles                                                                | 1 – 1                                                                 | Serbia                                                                | Qual. Mondiali 2018                                                   | 1                                                                     | 88’                                                                   |
| 15-11-2016                                                            | Charkiv                                                               | Ucraina                                                               | 2 – 0                                                                 | Serbia                                                                | Amichevole                                                            | -                                                                     | 69’                                                                   |
| 24-3-2017                                                             | Tbilisi                                                               | Georgia                                                               | 1 – 3                                                                 | Serbia                                                                | Qual. Mondiali 2018                                                   | 1                                                                     | 71’                                                                   |
| 11-6-2017                                                             | Belgrado                                                              | Serbia                                                                | 1 – 1                                                                 | Galles                                                                | Qual. Mondiali 2018                                                   | 1                                                                     |                                                                       |
| 2-9-2017                                                              | Belgrado                                                              | Serbia                                                                | 3 – 0                                                                 | Moldavia                                                              | Qual. Mondiali 2018                                                   | 1                                                                     | 82’                                                                   |
| 5-9-2017                                                              | Dublino                                                               | Irlanda                                                               | 0 – 1                                                                 | Serbia                                                                | Qual. Mondiali 2018                                                   | -                                                                     | 80’                                                                   |
| 6-10-2017                                                             | Vienna                                                                | Austria                                                               | 3 – 2                                                                 | Serbia                                                                | Qual. Mondiali 2018                                                   | -                                                                     |                                                                       |
| 9-10-2017                                                             | Belgrado                                                              | Serbia                                                                | 1 – 0                                                                 | Georgia                                                               | Qual. Mondiali 2018                                                   | -                                                                     | 77’                                                                   |
| 10-11-2017                                                            | Canton                                                                | Cina                                                                  | 0 – 2                                                                 | Serbia                                                                | Amichevole                                                            | 1                                                                     | 85’                                                                   |
| 23-3-2018                                                             | Torino                                                                | Serbia                                                                | 1 – 2                                                                 | Marocco                                                               | Amichevole                                                            | -                                                                     |                                                                       |
| 27-3-2018                                                             | Londra                                                                | Nigeria                                                               | 0 – 2                                                                 | Serbia                                                                | Amichevole                                                            | 2                                                                     | 84’                                                                   |
| 4-6-2018                                                              | Graz                                                                  | Serbia                                                                | 0 – 1                                                                 | Cile                                                                  | Amichevole                                                            | -                                                                     | 84’                                                                   |
| 9-6-2018                                                              | Graz                                                                  | Serbia                                                                | 5 – 1                                                                 | Bolivia                                                               | Amichevole                                                            | 3                                                                     | 70’                                                                   |
| 16-6-2018                                                             | Samara                                                                | Costa Rica                                                            | 0 – 1                                                                 | Serbia                                                                | Mondiali 2018 - 1º turno                                              | -                                                                     | 90’                                                                   |
| 22-6-2018                                                             | Kaliningrad                                                           | Serbia                                                                | 1 – 2                                                                 | Svizzera                                                              | Mondiali 2018 - 1º turno                                              | 1                                                                     | 87’                                                                   |
| 27-6-2018                                                             | Mosca                                                                 | Serbia                                                                | 0 – 2                                                                 | Brasile                                                               | Mondiali 2018 - 1º turno                                              | -                                                                     | 71’ 86’                                                               |
| 7-9-2018                                                              | Vilnius                                                               | Lituania                                                              | 0 – 1                                                                 | Serbia                                                                | UEFA Nations League 2018-2019 - 1º turno                              | -                                                                     |                                                                       |
| 10-9-2018                                                             | Belgrado                                                              | Serbia                                                                | 2 – 2                                                                 | Romania                                                               | UEFA Nations League 2018-2019 - 1º turno                              | 2                                                                     |                                                                       |
| 11-10-2018                                                            | Podgorica                                                             | Montenegro                                                            | 0 – 2                                                                 | Serbia                                                                | UEFA Nations League 2018-2019 - 1º turno                              | 2                                                                     | 90+3’                                                                 |
| 14-10-2018                                                            | Bucarest                                                              | Romania                                                               | 0 – 0                                                                 | Serbia                                                                | UEFA Nations League 2018-2019 - 1º turno                              | -                                                                     | 80’                                                                   |
| 17-11-2018                                                            | Belgrado                                                              | Serbia                                                                | 2 – 1                                                                 | Montenegro                                                            | UEFA Nations League 2018-2019 - 1º turno                              | 1                                                                     | 83’                                                                   |
| 20-11-2018                                                            | Belgrado                                                              | Serbia                                                                | 4 – 1                                                                 | Lituania                                                              | UEFA Nations League 2018-2019 - 1º turno                              | 1                                                                     |                                                                       |
| 25-3-2019                                                             | Lisbona                                                               | Portogallo                                                            | 1 – 1                                                                 | Serbia                                                                | Qual. Euro 2020                                                       | -                                                                     |                                                                       |
| 7-6-2019                                                              | Leopoli                                                               | Ucraina                                                               | 5 – 0                                                                 | Serbia                                                                | Qual. Euro 2020                                                       | -                                                                     | 53’                                                                   |
| 10-6-2019                                                             | Belgrado                                                              | Serbia                                                                | 4 – 1                                                                 | Lituania                                                              | Qual. Euro 2020                                                       | 2                                                                     | 70’                                                                   |
| 7-9-2019                                                              | Belgrado                                                              | Serbia                                                                | 2 – 4                                                                 | Portogallo                                                            | Qual. Euro 2020                                                       | 1                                                                     |                                                                       |
| 10-9-2019                                                             | Lussemburgo                                                           | Lussemburgo                                                           | 1 – 3                                                                 | Serbia                                                                | Qual. Euro 2020                                                       | 2                                                                     | 29’                                                                   |
| 10-10-2019                                                            | Kruševac                                                              | Serbia                                                                | 1 – 0                                                                 | Paraguay                                                              | Amichevole                                                            | 1                                                                     |                                                                       |
| 14-10-2019                                                            | Vilnius                                                               | Lituania                                                              | 1 – 2                                                                 | Serbia                                                                | Qual. Euro 2020                                                       | 2                                                                     |                                                                       |
| 14-11-2019                                                            | Belgrado                                                              | Serbia                                                                | 3 – 2                                                                 | Lussemburgo                                                           | Qual. Euro 2020                                                       | 2                                                                     |                                                                       |
| 17-11-2019                                                            | Belgrado                                                              | Serbia                                                                | 2 – 2                                                                 | Ucraina                                                               | Qual. Euro 2020                                                       | 1                                                                     |                                                                       |
| 3-9-2020                                                              | Mosca                                                                 | Russia                                                                | 3 – 1                                                                 | Serbia                                                                | UEFA Nations League 2020-2021 - 1º turno                              | 1                                                                     |                                                                       |
| 6-9-2020                                                              | Belgrado                                                              | Serbia                                                                | 0 – 0                                                                 | Turchia                                                               | UEFA Nations League 2020-2021 - 1º turno                              | -                                                                     |                                                                       |
| 8-10-2020                                                             | Oslo                                                                  | Norvegia                                                              | 1 – 2 dts                                                             | Serbia                                                                | Qual. Euro 2020                                                       | -                                                                     |                                                                       |
| 14-10-2020                                                            | Istanbul                                                              | Turchia                                                               | 2 – 2                                                                 | Serbia                                                                | UEFA Nations League 2020-2021 - 1º turno                              | 1                                                                     | 77’                                                                   |
| 12-11-2020                                                            | Belgrado                                                              | Serbia                                                                | 1 – 1 dts (4 – 5 dtr)                                                 | Scozia                                                                | Qual. Euro 2020                                                       | -                                                                     |                                                                       |
| 18-11-2020                                                            | Belgrado                                                              | Serbia                                                                | 5 – 0                                                                 | Russia                                                                | UEFA Nations League 2020-2021 - 1º turno                              | -                                                                     | cap. 82’                                                              |
| 24-3-2021                                                             | Belgrado                                                              | Serbia                                                                | 3 – 2                                                                 | Irlanda                                                               | Qual. Mondiali 2022                                                   | 2                                                                     | 63’                                                                   |
| 27-3-2021                                                             | Belgrado                                                              | Serbia                                                                | 2 – 2                                                                 | Portogallo                                                            | Qual. Mondiali 2022                                                   | 1                                                                     | 85’ 87’                                                               |
| 30-3-2021                                                             | Baku                                                                  | Azerbaigian                                                           | 1 – 2                                                                 | Serbia                                                                | Qual. Mondiali 2022                                                   | 2                                                                     | 86’                                                                   |
| 4-9-2021                                                              | Belgrado                                                              | Serbia                                                                | 4 – 1                                                                 | Lussemburgo                                                           | Qual. Mondiali 2022                                                   | 2                                                                     | 83’                                                                   |
| 7-9-2021                                                              | Dublino                                                               | Irlanda                                                               | 1 – 1                                                                 | Serbia                                                                | Qual. Mondiali 2022                                                   | -                                                                     |                                                                       |
| 9-10-2021                                                             | Lussemburgo                                                           | Lussemburgo                                                           | 0 – 1                                                                 | Serbia                                                                | Qual. Mondiali 2022                                                   | -                                                                     | 87’                                                                   |
| 12-10-2021                                                            | Belgrado                                                              | Serbia                                                                | 3 – 1                                                                 | Azerbaigian                                                           | Qual. Mondiali 2022                                                   | -                                                                     | 65’                                                                   |
| 14-11-2021                                                            | Lisbona                                                               | Portogallo                                                            | 1 – 2                                                                 | Serbia                                                                | Qual. Mondiali 2022                                                   | 1                                                                     | 46’ 90+1’                                                             |
| 24-3-2022                                                             | Budapest                                                              | Ungheria                                                              | 0 – 1                                                                 | Serbia                                                                | Amichevole                                                            | -                                                                     |                                                                       |
| 29-3-2022                                                             | Copenaghen                                                            | Danimarca                                                             | 3 – 0                                                                 | Serbia                                                                | Amichevole                                                            | -                                                                     | 62’                                                                   |
| 2-6-2022                                                              | Belgrado                                                              | Serbia                                                                | 0 – 1                                                                 | Norvegia                                                              | UEFA Nations League 2022-2023 - 1º turno                              | -                                                                     | 61’                                                                   |
| 5-6-2022                                                              | Belgrado                                                              | Serbia                                                                | 4 – 1                                                                 | Slovenia                                                              | UEFA Nations League 2022-2023 - 1º turno                              | 1                                                                     | 23’ 81’                                                               |
| 12-6-2022                                                             | Lubiana                                                               | Slovenia                                                              | 2 – 2                                                                 | Serbia                                                                | UEFA Nations League 2022-2023 - 1º turno                              | 1                                                                     |                                                                       |
| 24-9-2022                                                             | Belgrado                                                              | Serbia                                                                | 4 – 1                                                                 | Svezia                                                                | UEFA Nations League 2022-2023 - 1º turno                              | 3                                                                     | 72’                                                                   |
| 27-9-2022                                                             | Oslo                                                                  | Norvegia                                                              | 0 – 2                                                                 | Serbia                                                                | UEFA Nations League 2022-2023 - 1º turno                              | 1                                                                     | 90+3’                                                                 |
| 24-11-2022                                                            | Lusail                                                                | Brasile                                                               | 2 – 0                                                                 | Serbia                                                                | Mondiali 2022 - 1º turno                                              | -                                                                     | 84’                                                                   |
| 28-11-2022                                                            | Al Wakrah                                                             | Serbia                                                                | 3 – 3                                                                 | Camerun                                                               | Mondiali 2022 - 1º turno                                              | 1                                                                     |                                                                       |
| 2-12-2022                                                             | Doha                                                                  | Serbia                                                                | 2 – 3                                                                 | Svizzera                                                              | Mondiali 2022 - 1º turno                                              | 1                                                                     | 82’                                                                   |
| 24-3-2023                                                             | Belgrado                                                              | Serbia                                                                | 2 – 0                                                                 | Lituania                                                              | Qual. Euro 2024                                                       | -                                                                     | 81’                                                                   |
| 27-3-2023                                                             | Podgorica                                                             | Montenegro                                                            | 0 – 2                                                                 | Serbia                                                                | Qual. Euro 2024                                                       | -                                                                     | 85’                                                                   |
| 7-9-2023                                                              | Belgrado                                                              | Serbia                                                                | 1 – 2                                                                 | Ungheria                                                              | Qual. Euro 2024                                                       | -                                                                     |                                                                       |
| 10-9-2023                                                             | Kaunas                                                                | Lituania                                                              | 1 – 3                                                                 | Serbia                                                                | Qual. Euro 2024                                                       | 3                                                                     | 72’                                                                   |
| 14-10-2023                                                            | Budapest                                                              | Ungheria                                                              | 2 – 1                                                                 | Serbia                                                                | Qual. Euro 2024                                                       | -                                                                     | cap.                                                                  |
| 17-10-2023                                                            | Belgrado                                                              | Serbia                                                                | 3 – 1                                                                 | Montenegro                                                            | Qual. Euro 2024                                                       | 2                                                                     |                                                                       |
| 15-11-2023                                                            | Lovanio                                                               | Belgio                                                                | 1 – 0                                                                 | Serbia                                                                | Amichevole                                                            | -                                                                     | 67’                                                                   |
| 19-11-2023                                                            | Leskovac                                                              | Serbia                                                                | 2 – 2                                                                 | Bulgaria                                                              | Qual. Euro 2024                                                       | -                                                                     | 85’                                                                   |
| 21-3-2024                                                             | Mosca                                                                 | Russia                                                                | 4 – 0                                                                 | Serbia                                                                | Amichevole                                                            | -                                                                     | 46’                                                                   |
| 25-3-2024                                                             | Larnaca                                                               | Cipro                                                                 | 0 – 1                                                                 | Serbia                                                                | Amichevole                                                            | -                                                                     | 62’                                                                   |
| 4-6-2024                                                              | Vienna                                                                | Austria                                                               | 2 – 1                                                                 | Serbia                                                                | Amichevole                                                            | -                                                                     | 46’ 72’                                                               |
| 8-6-2024                                                              | Solna                                                                 | Svezia                                                                | 0 – 3                                                                 | Serbia                                                                | Amichevole                                                            | 1                                                                     | cap. 62’                                                              |
| 16-6-2024                                                             | Gelsenkirchen                                                         | Serbia                                                                | 0 – 1                                                                 | Inghilterra                                                           | Euro 2024 - 1º turno                                                  | -                                                                     | cap. 61’                                                              |
| 20-6-2024                                                             | Monaco di Baviera                                                     | Slovenia                                                              | 1 – 1                                                                 | Serbia                                                                | Euro 2024 - 1º turno                                                  | -                                                                     |                                                                       |
| 25-6-2024                                                             | Monaco di Baviera                                                     | Danimarca                                                             | 0 – 0                                                                 | Serbia                                                                | Euro 2024 - 1º turno                                                  | -                                                                     | cap. 83’                                                              |
| 12-10-2024                                                            | Leskovac                                                              | Serbia                                                                | 2 – 0                                                                 | Svizzera                                                              | UEFA Nations League 2024-2025 - 1º turno                              | 1                                                                     | cap. 74’                                                              |
| 15-10-2024                                                            | Cordova                                                               | Spagna                                                                | 3 – 0                                                                 | Serbia                                                                | UEFA Nations League 2024-2025 - 1º turno                              | -                                                                     | cap. 53’ 79’                                                          |
| 15-11-2024                                                            | Zurigo                                                                | Svizzera                                                              | 1 – 1                                                                 | Serbia                                                                | UEFA Nations League 2024-2025 - 1º turno                              | -                                                                     | cap. 90’                                                              |
| 18-11-2024                                                            | Leskovac                                                              | Serbia                                                                | 0 – 0                                                                 | Danimarca                                                             | UEFA Nations League 2024-2025 - 1º turno                              | -                                                                     | cap.                                                                  |
| 7-6-2025                                                              | Tirana                                                                | Albania                                                               | 0 – 0                                                                 | Serbia                                                                | Qual. Mondiali 2026                                                   | -                                                                     | cap. 75’                                                              |
| 10-6-2025                                                             | Leskovac                                                              | Serbia                                                                | 3 – 0                                                                 | Andorra                                                               | Qual. Mondiali 2026                                                   | 3                                                                     | cap. 83’                                                              |
| Totale                                                                |                                                                       | Presenze (5º posto)                                                   | 100                                                                   |                                                                       | Reti (1º posto)                                                       | 62                                                                    |                                                                       |

## Palmarès

### Club
- Campionato serbo: 1

Partizan: 2012-2013
- Campionato belga: 1

Anderlecht: 2013-2014
- Supercoppa belga: 1

Anderlecht: 2014
- Campionato inglese di seconda divisione: 2

Newcastle: 2016-2017
Fulham: 2021-2022
- Supercoppa saudita: 2

Al Hilal: 2023, 2024
- Campionato saudita: 1

Al Hilal: 2023-2024
- Coppa del Re dei Campioni: 1

Al-Hilal: 2023-2024

### Nazionale
- Campionato europeo Under-19: 1

2013

### Individuale
- Miglior giocatore del campionato europeo di calcio Under-19: 1

2013
- Calciatore serbo dell'anno: 3 (record condiviso con Dušan Tadić)

2018, 2022, 2023
- Capocannoniere del campionato belga: 1

2014-2015 (20 gol)
- Capocannoniere della UEFA Nations League: 2 (record condiviso con Erling Haaland)

2018-2019 (6 gol), 2022-2023 (6 gol)
- Capocannoniere del campionato inglese di seconda divisione: 2

2019-2020 (26 gol), 2021-2022 (43 gol)
- Championship Player of the Year: 1

2021-2022